# Harbour Breton
Harbour Breton is een gemeente (town) in de Canadese provincie Newfoundland en Labrador. De gemeente ligt in het zuiden van het schiereiland Connaigre aan de zuidkust van het eiland Newfoundland.

## Geschiedenis
In 1952 werd het dorp een gemeente met de status van local government community (LGC). Tussen 1956 en 1961 veranderde de status van de gemeente naar die van town.

## Demografie
Harbour Breton is demografisch gezien bij verre de grootste plaats op het schiereiland Connaigre. Net zoals de meeste afgelegen dorpen op Newfoundland, is ook Harbour Breton echter aan het krimpen. Tussen 1991 en 2021 daalde de bevolkingsomvang van 2.418 naar 1.477. Dat komt neer op een daling van 941 inwoners (-38,9%) in dertig jaar tijd.
| Jaar | Aantal inwoners | Verschil |
| ---- | --------------- | -------- |
| 1991 | 2.418           | –        |
| 1996 | 2.290           | -5,3%    |
| 2001 | 2.079           | -9,2%    |
| 2006 | 1.877           | -9,7%    |
| 2011 | 1.711           | -8,8%    |
| 2016 | 1.634           | -4,5%    |
| 2021 | 1.477           | -9,6%    |

### Taal
In 2021 hadden vrijwel alle inwoners van Harbour Breton het Engels als moedertaal en was iedereen er die taal machtig. Hoewel niemand het Frans als moedertaal had, waren er tien mensen die die andere Canadese landstaal konden spreken (0,7%). De meest gekende taal naast het Engels was echter de Amerikaanse Gebarentaal, die zo'n 25 personen machtig waren.

## Gezondheidszorg
In de gemeente bevindt zich het Connaigre Peninsula Health Centre, een gezondheidscentrum dat zowel primaire als langetermijnzorg aanbiedt aan de inwoners uit de ruime omgeving. Het centrum valt onder de bevoegdheid van de gezondheidsautoriteit Central Health.

## Galerij

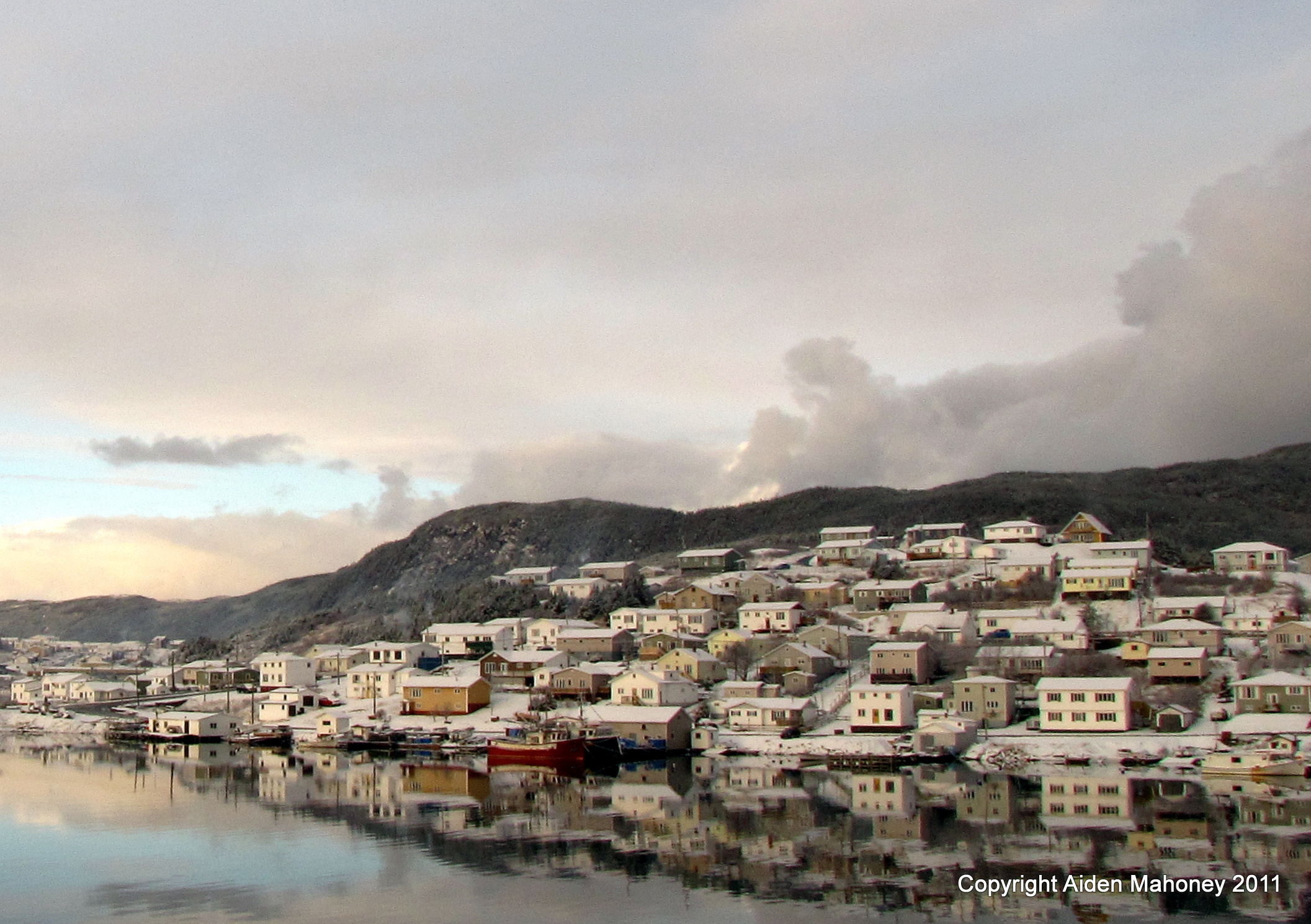
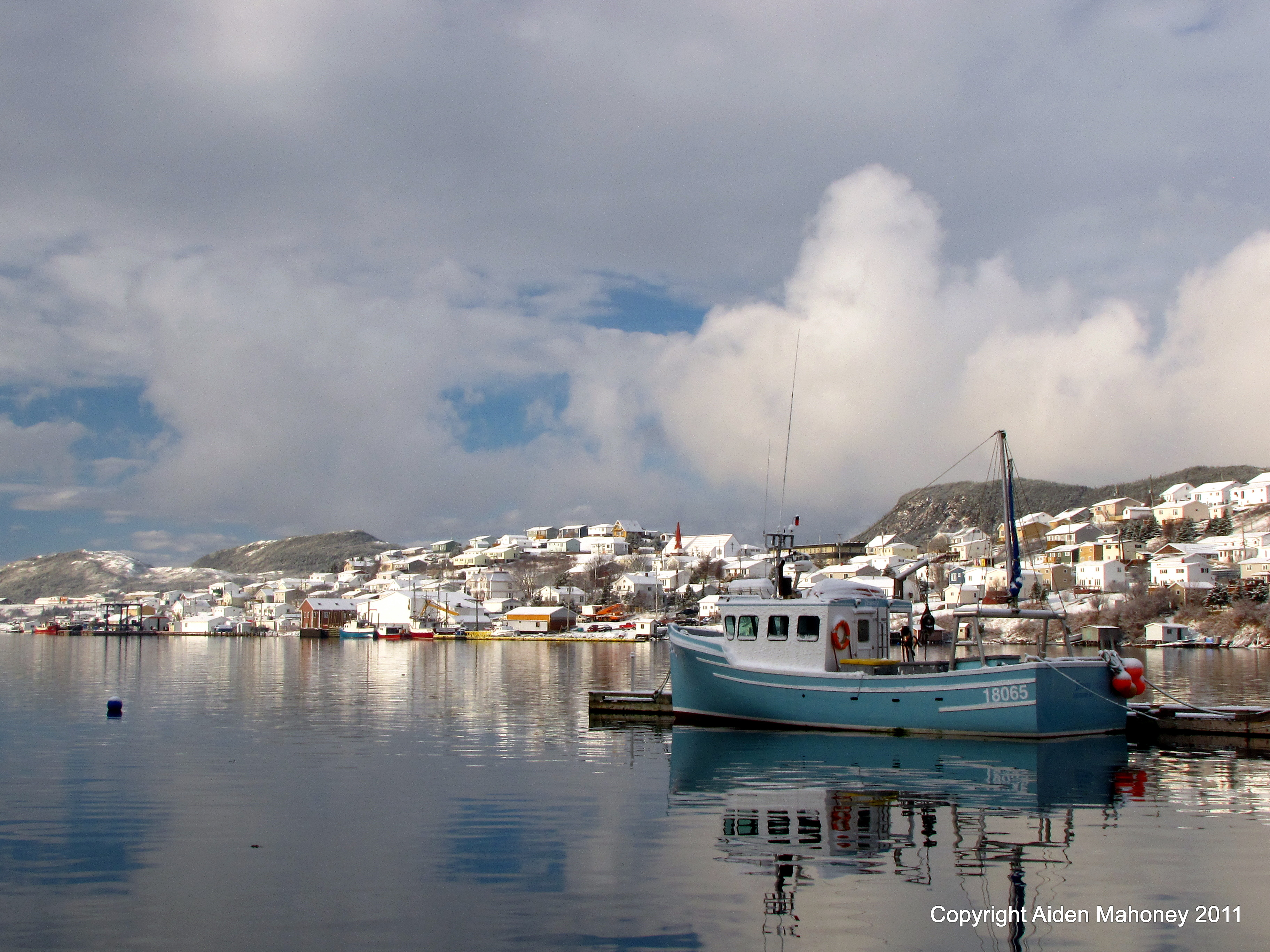
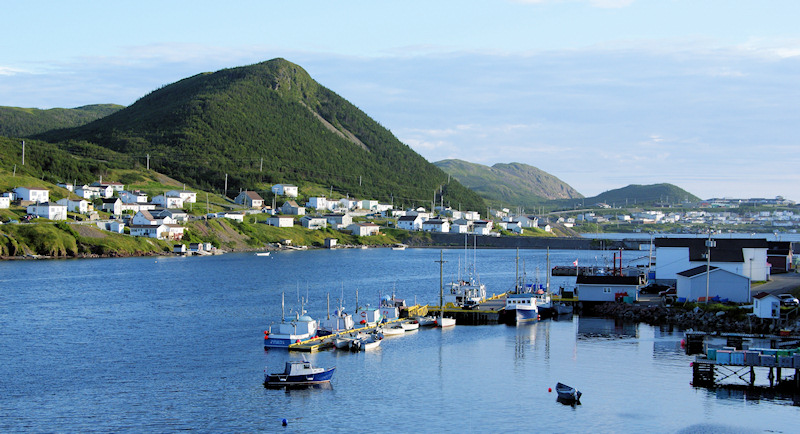